# ویرایش‌های ویندوز ۷

لوگوی ویندوز۷

در قرن اخیر استفاده و خرید و فروش رایانه‌های شخصی (PC) بسیار متداول شده‌است. افزایش رایانه‌ها، افزونی کاربران را نیز به همراه دارد. طبیعی است که هرچه تعداد کاربران بیشتر باشد تفاوت خواسته‌ها بیشتر و بیشتر می‌شود تا جایی که هر کاربر خواستار سیستم عامل مطابق با میل خود است. از سال ۱۹۹۰ به بعد، شرکت مایکروسافت سیستم عامل ویندوز را برای افراد حرفه‌ای و غیرحرفه‌ای هدف قرار داده‌است.
این شرکت همراه با فروش ویندوز ۲۰۰۰، شروع به ارائه ویرایش‌های مختلف (برای استفاده‌های گوناگون) کرد. با این کار از یک طرف فروش خود را بهبود بخشید و از طرف دیگر توانست کاربران را راضی و به هر شخص مطابق میل او سرویس دهد.
سیستم عامل ویندوز ۷ در ۶ نسخه ی متفاوت به فروش می‌رسد که شامل:

## (Starter)  نسخه ی شروع‌کننده
این نسخه پایه ای‌ترین ویرایش ویندوز ۷ و اکثراً در نت‌بوک‌ها نصب شده‌است. Windows Sarter دارای کمترین امکانات نسبت به دیگر ویرایش‌ها می‌باشد و به طبع کمترین قدرت سخت‌افزاری را می‌طلبد.
- محدودیت‌ها: تنها سه برنامه به‌طور هم‌زمان اجرا می‌شوند، پشتیبان‌گیری به‌طور دستی می‌باشد و تنها در HDD و DVD‌های محلی امکان‌پذیر است.
- امکاناتی که شامل نمی‌شود: تم معروف Aero ویندوز
- امکاناتی که غیرقابل تغییرند: پس زمینه سیستم و شمایل دیداری
- امکاناتی که پشتیبانی نمی‌شوند: NET Framework. و ۶۴-bit

## (Home Basic) نسخه ی خانگی پایه
این ویرایش در کشورهای جهان اول ارائه نمی‌گردد و سطحی بین ویرایش‌های Starter و Home premium می‌باشد. با توجه به این که تنها تعدادی از کشورها حق فعال‌سازی ویندوز را دارند، این نسخه فقط در محل‌هایی که فروخته شده‌است فعال می‌گردد!
- امکاناتی که شامل می‌شود: Desktop Window Manager , Windows Mobility Center
- امکانات محدود نشده: تعداد برنامه‌های در حال اجرا
- امکاناتی که پشتیبانی می‌شوند: ۶۴-bit، چند مانیتور، تعویض سریع محیط کاربر، تعویض پس زمینه
- محدود شده‌ها: تنها قسمتی از تم Aero

## (Home Premium) نسخه ی خانگی
Home، ویرایش استاندارد Windows 7 می‌باشد و در اصل برای کاربران خانگی طراحی شده‌است.
- امکاناتی که شامل می‌شود: Windows Aero Theme, Windows Media Center, premium Games
- امکاناتی که محدود نشده: ایجاد و اضافه شدن به گروه‌های خانگی
- امکاناتی که پشتیبانی می‌شود: multi-touch

این ویرایش تمامی امکاناتی که یک کاربر خانگی لازم دارد، فراهم نموده‌است ولی باز محدودیت زیادی در شبکه و پشتیبان‌گیری سیستم قرار داده‌است. که این مشکلات با ارتقای آن به ورژن‌های دیگر ویندوز رفع گردیده‌است.
(Professional) نسخه ی حرفه ای
ویرایش حرفه‌ای Windows 7 برای محیط‌های اداری ساخته شده‌است و در مقایسه با Home امکانات کاملاً متفاوتی را در اختیار کاربران قرار می‌دهد. به‌طور مثال از سیستم پشتیبان‌گیری قدرتمند و سیستم Restore برخوردار می‌باشد. همچنین امکاناتی از قبیل Remote Desktop، پشتیبانی از چاپگرها و Mobility Center، زندگی مدرنی را به رایانه شما به همراه دارد.
- امکاناتی که شامل می‌شود: AppLocker, BitLocker Drive Encryption, Subsystem for Unix-based applications, Multilingual User Interface Pack
- امکاناتی که پشتیبانی می‌شود: BranchCache Distributed Cache, DirectAccess, Virtual Hard Disk Booting

## (Enterprise)نسخه ی سازمانی
enterprise برای کاربران خانگی قابل استفاده نمی‌باشد. این ویرایش انحصارا به شرکت‌هایی که با مایکروسافت تعهد نرم‌افزاری (SA) دارند به فروش می‌رسد. این ویرایش همراه با امکانات خاصی که برای شرکت‌های طرف قرارداد می‌باشد ارائه می‌شود. به‌طور مثال دارا بودن لیسانس مایکروسافت برای بوت کردن سیستم عامل‌های مایکروسافت و نصب رایگان هرنوع از این سیستم عامل بر روی هر سیستم مجازی. شرکت مایکروسافت تا سال ۲۰۲۰ از این محصول پشتیبانی کامل می‌کند.
- امکاناتی که شامل می‌شود: AppLocker, BitLocker Drive Encryption, Subsystem for Unix-based applications, Multilingual User Interface Pack
- امکاناتی که پشتیبانی می‌شود: BranchCache Distributed Cache, DirectAccess, Virtual Hard Disk Booting

امکانات اضافی Enterprise در مقایسه با Professional وابسته به کامپیوترهایی است که در محیط شرکت‌ها، در حال اجرا هستند. به‌طور مثال AppLocker برنامه‌ای است که مدیر سیستم با کمک آن می‌تواند دسترسی دیگر کاربران را به برنامه‌ها محدود یا قطع نماید. یا DiretAccess دسترسی شما را در شبکه‌های کاری از طریق سیستم VPN امکان‌پذیر می‌نماید. برای اطلاعات بیشتر از امکانات اضافی ویرایش‌های Enterprise و Ultimate به مقاله “Unique تکنولوژی منحصر به فرد برای مشتریان شرکت” در سایت مایکروسافت مراجعه کنید.

بروزرسانی نسخه های Professional و Enterprise تا تاریخ ۱۶ ژانویه ۲۰۲۳ امکان‌پذیر بود و اگر کامپیوتر شما مجهز به این دو نسخه است و تمایلی به ارتقای ویندوز خود به نسخه های جدیدتر ویندوز ندارید ، هر چه سریع تر بروزرسانی های جدید را روی کامپیوتر خود نصب کنید تا از بد افزار ها و ویروس ها در امان باشید.

## (Ultimate) نسخه ی نهایی
نسخه ی Ultimate ویندوز ۷ به جز یک قسمت، هیچ تفاوتی با Enterprise ندارد و آن هم در هسته ای است که مایکروسافت ارائه می‌کند و فروش این نسخه را برای کاربران خانگی امکان‌پذیر می‌سازد.  
مجله الکترونیکی PC World طرح گرافیکی از تفاوت‌های ویندوز ۷ را ایجاد کرده‌است که از طریق پیوند “نمودار گرافیکی” می‌توانید مشاهده نمایید.